# Huanghe (sockenhuvudort i Kina, Qinghai Sheng, lat 34,57, long 98,32)
Huanghe (kinesiska: 黄河, 热江坎多, 黄河乡) är en sockenhuvudort i Kina. Den ligger i provinsen Qinghai, i den nordvästra delen av landet, omkring 390 kilometer sydväst om provinshuvudstaden Xining. Antalet invånare är 1 585. Befolkningen består av 776 kvinnor och 809 män. Barn under 15 år utgör 27,0 %, vuxna 15-64 år 67 %, och äldre över 65 år 4,0 %.
Trakten runt Huanghe är nära nog obefolkad, med mindre än två invånare per kvadratkilometer. Trakten runt Huanghe består i huvudsak av gräsmarker.